# Bad Fischau-Brunn
Bad Fischau-Brunn is een gemeente in de Oostenrijkse deelstaat Neder-Oostenrijk, gelegen in het district Wiener Neustadt-Land. De gemeente heeft ongeveer 2700 inwoners.

## Geografie
Bad Fischau-Brunn heeft een oppervlakte van 20,59 km². Het ligt in het oosten van het land, ten zuiden van de hoofdstad Wenen.
Bad Erlach · Bad Fischau-Brunn · Bad Schönau · Bromberg · Ebenfurth · Eggendorf · Felixdorf · Gutenstein · Hochneukirchen-Gschaidt · Hochwolkersdorf · Hohe Wand · Hollenthon · Katzelsdorf · Kirchschlag in der Buckligen Welt · Krumbach · Lanzenkirchen · Lichtenegg · Lichtenwörth · Markt Piesting · Matzendorf-Hölles · Miesenbach · Muggendorf · Pernitz · Rohr im Gebirge · Schwarzenbach · Sollenau · Theresienfeld · Waidmannsfeld · Waldegg · Walpersbach · Weikersdorf am Steinfelde · Wiesmath · Winzendorf-Muthmannsdorf · Wöllersdorf-Steinabrückl · Zillingdorf
- Gemeinsame Normdatei: 4798877-0
- Virtual International Authority File: 242314968
- WorldCat: E39PBJmHJG36kRhvqBfCw77CQq